# 兰开夏燧发枪团战争纪念碑
兰开夏燧发枪团战争纪念碑坐落在西北英格蘭大曼徹斯特郡伯里燧发枪团博物馆，旨在纪念死于第一次世界大战的兰开夏燧发枪团将士。纪念碑由埃德溫·魯琴斯爵士设计，1922年在纪念加里波利之战海丽丝岬登陆战七周年之际揭幕，该团登陆期间人员伤亡特别严重。鲁琴斯是因家庭关系接受委托，他的父亲和伯祖父都是兰开夏燧发枪团军官，纪念碑附近的牌匾对此有载。鲁琴斯的设计采波特兰石材质，主体是又高又尖的方尖碑。前后靠近碑顶刻有月桂花环围绕的燧发枪团帽徽，下方是该团座右铭和立碑敬语，两侧悬挂彩绘石旗。
1922年4月25日，亨利·德·波伏瓦·德莱尔爵士用按下电气按钮的新潮方法为纪念碑揭幕，建筑纪念碑剩余资金用于为燧发枪团购买鼓和号角，或捐入该团慈善基金。1968年燧发枪团并入皇家燧发枪团，纪念碑改为纪念全团所有阵亡将士。20世纪70年代兰开夏燧发枪团总部所在的惠灵顿军营关闭，外面的纪念碑跟着搬迁。2009年燧发枪团博物馆搬迁，新址外的公园更名加里波利花园，纪念碑迁入园内。1992年纪念碑入选II级登錄建築，2015年海丽丝岬登陆战百年纪念之际与另外两座加里波利之战纪念建筑升至II*级，同年还收入鲁琴斯战争纪念建筑“国家收藏”。

## 背景
第一次世界大战造成的人员伤亡前所未有，英国各地涌现成千上万的戰爭紀念建築。这些纪念物的设计者以建筑师埃德温·鲁琴斯爵士最富盛名，英格兰历史建筑暨遗迹委员会称赞他是“所在世代具有领导地位的英国建筑师”。鲁琴斯靠为有钱人设计乡村别墅成名，一战对他影响很大，战后就把大部分时间投入战争伤亡纪念建筑设计。位于伦敦白厅的第一次世界大战阵亡将士纪念碑是鲁琴斯极富盛名的作品，是英国国家级纪念场馆，他还为帝国战争墓地委员会设计大量作品，促使不列颠诸岛乃至整个大英帝国各地纷纷委托他设计战争纪念物。除各地城镇外，鲁琴斯还为私营企业或兰开夏燧发枪团等地方部队与组织设计纪念物，这些建筑往往最难引起争议，立碑地址已经选好（兰开夏燧发枪团军营）、筹款很快就能搞定。
鲁琴斯的父亲查尔斯·亨利·奥古斯都·鲁琴斯上尉（1829至1915年）曾是兰开夏燧发枪团军官，爷爷也是陆军军官。查尔斯在加拿大度过大部分军旅生涯，克里米亚战争期间在艾伯塔省海斯教导火枪射击。鲁琴斯的伯祖父恩格尔伯特·鲁琴斯少校也在兰开夏燧发枪团服役，纪念碑旁的牌匾上有说明。19世纪初拿破仑·波拿巴流放圣赫勒拿时由兰开夏燧发枪团护卫，恩格尔伯特是他的勤务官。鲁琴斯出于家庭关系考验免收纪念碑设计费。:180–181

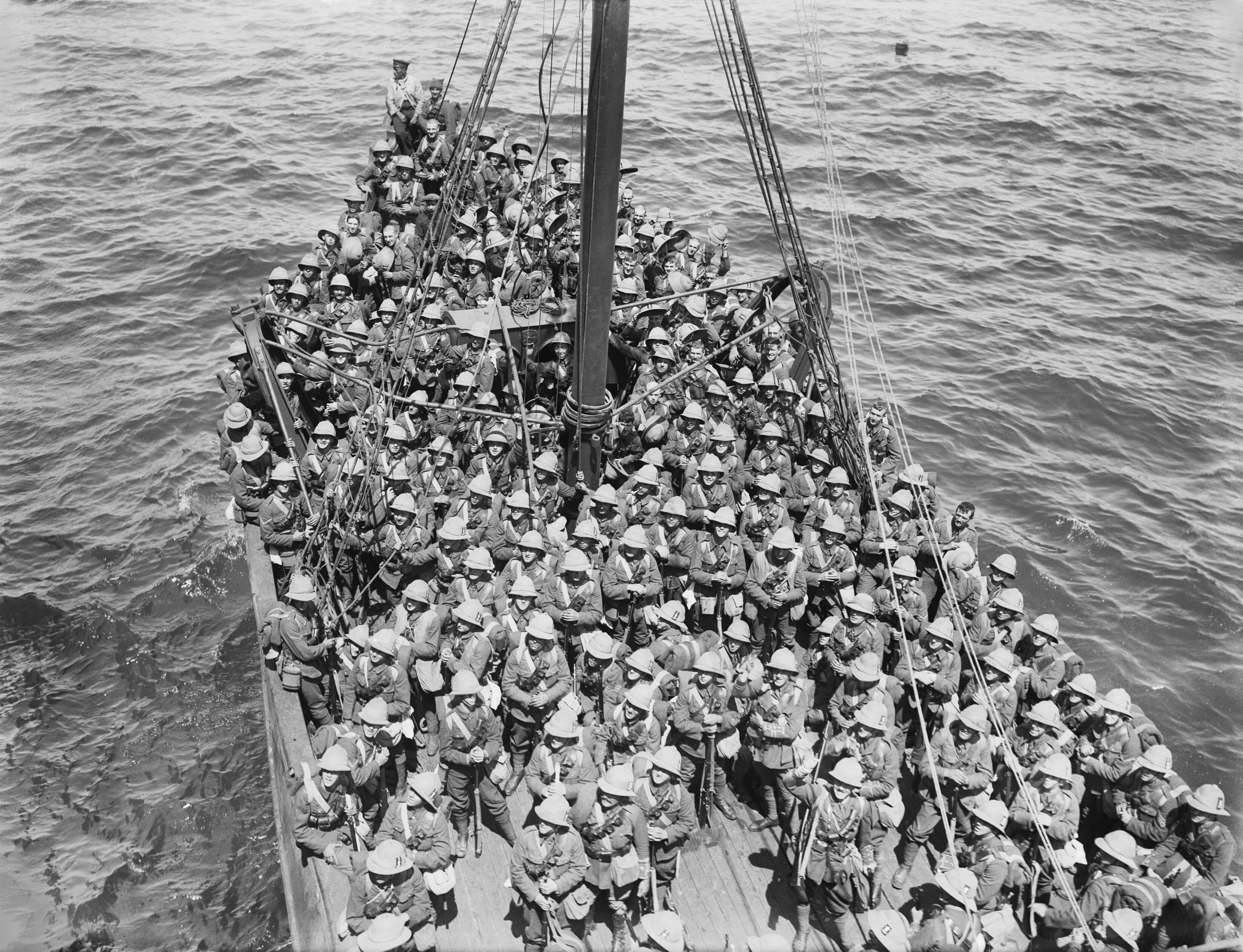
兰开夏燧发枪团前往加里波利

兰开夏燧发枪团（原第20步兵团）一战期间涌入成千上万志愿者，其中大部分来自曼彻斯特以北和以西城镇（当时属蘭開夏东南部，后划入大曼徹斯特郡）。许多新兵与邻里、同僚、社交俱乐部友人一起加入新成立的伙伴营。战争结束时，加上英国地方自卫队和新军部队，全团共有30个营。1914年战争爆发时，驻卡拉奇的第一营马上赶回英格兰奔赴地中海。加里波利之战打响后，英国陆军第29师指挥燧发枪团第一营参战，该团在1915年4月25日的海丽丝岬登陆战发挥重要作用，“早餐前（拿下）六枚维多利亚十字勋章”的壮举响彻欧洲。燧发枪团所占海滩得名“兰开夏登陆滩”，第一营1916年3月转战法国。第二营早早赶赴法国，此后一直在西线激烈战斗，首先是勒卡托之战。正规军与新军联合行动，有些在法国和土耳其战斗，有些在英国本土周边驻军港口或留作预备队。正规军、地方自卫队、新军参与的均不乏大规模战斗，如索姆河战役、巴雪戴尔战役（又称第三次伊珀尔战役）。:109, 101

## 委托

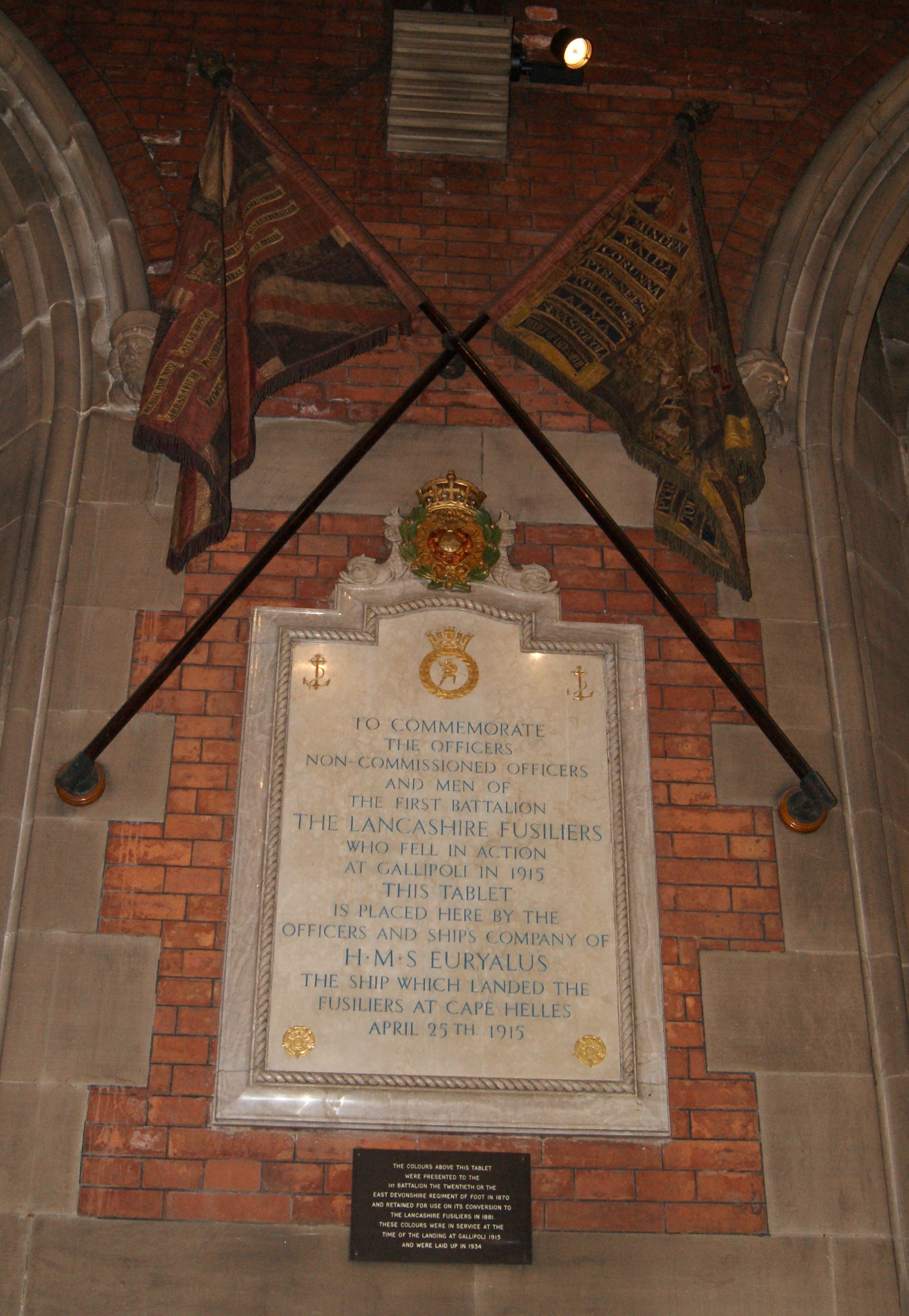
“欧律阿罗斯号”船员在伯里圣马利亚教堂安放的纪念牌

战争结束时，兰开夏燧发枪团共有13642人牺牲，单海丽丝岬登陆战就有六百。除“早餐前六枚”外，全团还获12枚维多利亚十字勋章，位居步兵团之首。大量男儿损躯，特别是加里波利之战阵亡将士对兰开夏社区影响很大，该团总部所在的伯里尤为显著。从1916年开始，当地教区教堂每年举办仪式纪念海丽丝岬登陆战，当年将第一营大部分官兵送往加里波利的欧律阿罗斯号装甲巡洋舰船员向教堂捐献纪念牌，纪念投身登陆战的兰开夏燧发枪团将士。:108, 116
燧发枪团损失惨重，要求纪念的民意强烈。1919年1月5日乔治·威克上校在索爾福德召集会议，会上设立委员会负责筹集三万英镑，用于修建永久纪念碑，为军人及家属设立慈善基金。1920年9月，鲁琴斯应威克上校邀请首度前往伯里，他在写给夫人艾米莉的信中称小镇非常荒凉。威克及其他部队上校一起接待建筑师，与燧发枪团军官共进晚餐。鲁琴斯在参观预选地点时建议纪念碑立在团总部所在的惠灵顿军营外，委员会同意。:180

## 设计

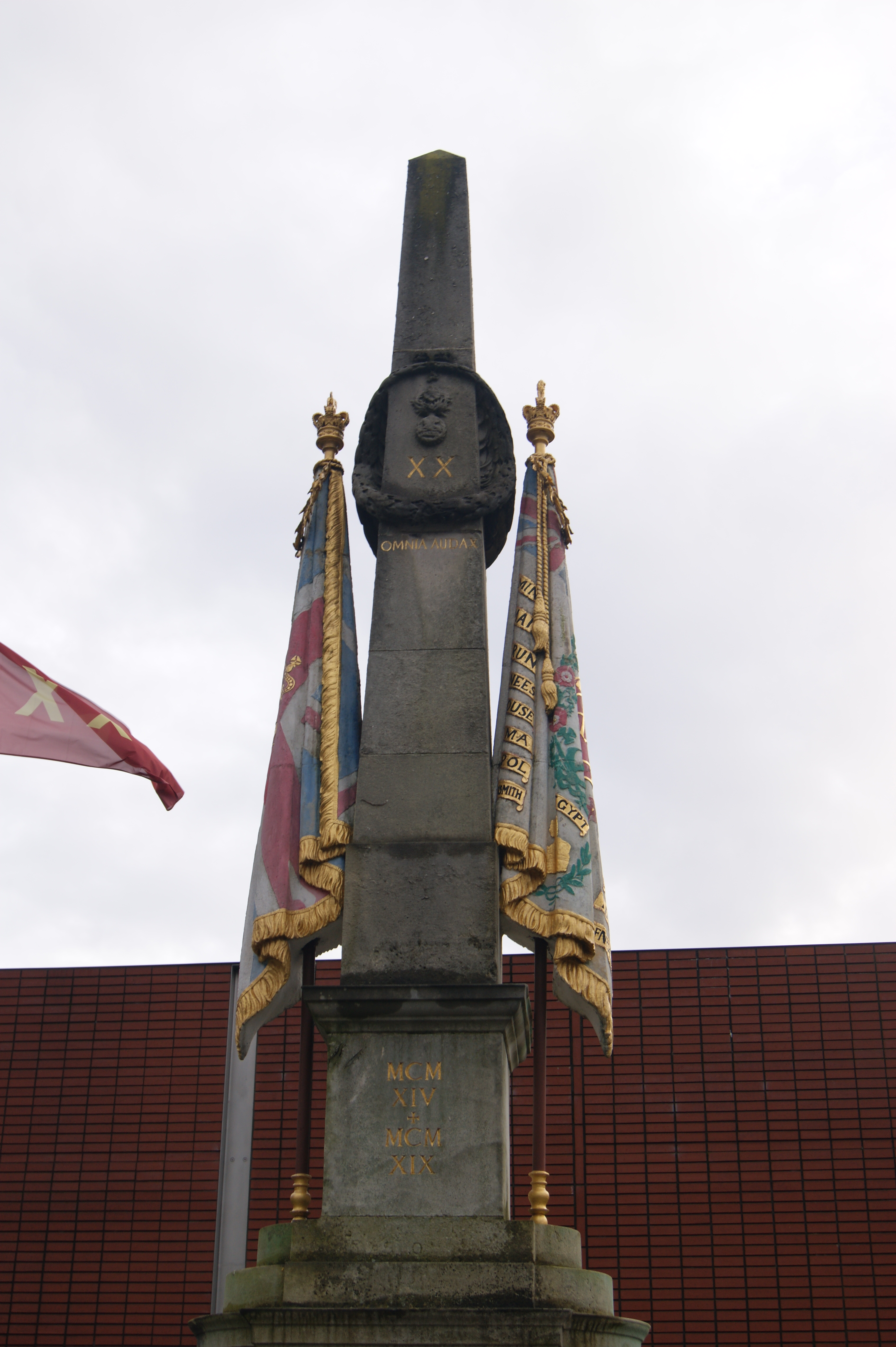
方尖碑顶部特写，显示彩绘旗帜和月桂花环内雕刻的帽徽

纪念碑由伯里石匠约翰·廷林建造，主体是波特兰石材质的高大锥形方尖碑（类似鲁琴斯设计的北安普敦战争纪念碑），与下面的方形底座簷口连接。底座下方是雕刻饰带的两块长方形基座，纪念碑整体由矩形底座承载，最下面是很浅的两级圆形台阶。方尖碑前后刻有兰开夏燧发枪团帽徽和镀金“XX”字样，代表该团前身第20步兵团，周围刻上月桂花环。前方花环下面的铭文是部队座右铭（“无所畏惧”，该团参加第二次布尔战争所获奖励）。方尖碑两侧刻有彩绘旗帜，北侧（纪念碑正面左侧）是国王旗，南侧（纪念碑正面右侧）是兰开夏燧发枪团第一营旗。纪念碑整体高6.9米，其中方尖碑高四米。:37
其他铭文都在纪念碑下部。方尖碑下刻有第一次世界大战起止年份，基座上部是铭文“TO THE LANCASHIRE FUSILIERS THEIR DEEDS AND SACRIFICES FOR KING AND COUNTRY”（“献给为国王和国家贡献与牺牲的兰开夏燧发枪团”）。基座下部和底座后来加刻第二次世界大战起止年份和铭文“AND ALL FUSILIERS WHO DIED IN SUBSEQUENT CAMPAIGNS”（“和所有在后续战役阵亡的燧发枪团将士”），其中铭文是在20世纪60年代部队并入皇家燧发枪团后新增。建筑史学家尼古拉斯·佩夫斯纳指出，伯里绝大多数建筑颇显“单调”，只有兰开夏燧发枪团战争纪念碑等少数建筑还算美观。在他看来，鲁琴斯为城镇设计的战争纪念物更显宏伟，相比之下兰开夏燧发枪团战争纪念碑的谦逊更加动人。

## 历史
1922年4月25日，第29师师长亨利·德·波伏瓦·德莱尔爵士中将在海丽丝岬登陆战七周年之际为纪念碑揭幕，他的演说谈到加里波利登陆和“早餐前六枚维多利亚十字勋章”，再用按下电气按钮的新潮方法揭幕。未能到场的鲁琴斯发来贺电，当地市长、六枚维多利亚勋章得主之一理查德·雷蒙德·威利斯、三名将领出席仪式，伯里教长引领祈祷。修建纪念碑的剩余资金用于为燧发枪团购买鼓和号角，或捐入该团慈善基金，希望生者从中受益。鼓和号角在揭幕式上正式赠送燧发枪团，号角在典礼最后奏响《最後崗位》，:181如今在纪念碑旁的燧发枪团博物馆展示。除兰开夏燧发枪团战争纪念碑外，鲁琴斯设计、1923年在牛津考利揭幕的牛津郡和白金汉郡轻步兵团战争纪念碑也是团级部队纪念方尖碑。两座纪念碑类似，轻步兵团纪念碑装饰更朴素。

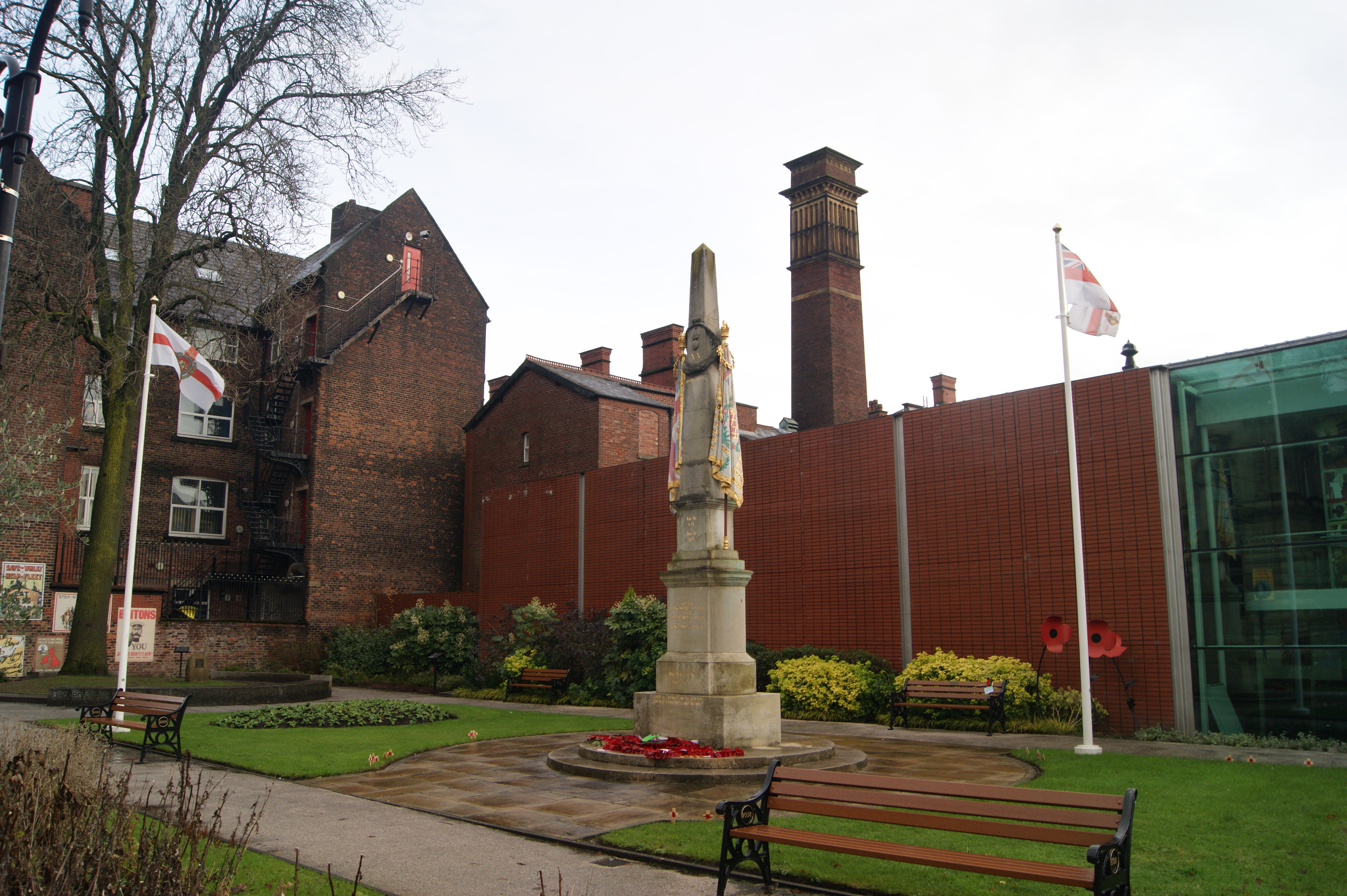
坐落在伯里镇中心燧发枪团博物馆外加里波利花园的燧发枪团纪念碑

1968年兰开夏燧发枪团并入皇家燧发枪团，新部队接手后把纪念碑改为纪念全团所有阵亡将士。纪念碑在惠灵顿军营的团总部外竖立40余年，但部队合并后军营在20世纪70年代基本拆除，纪念碑迁至军营前门外的博尔顿路侧。2009年，伯里的斯帕罗公园经再开发更名加利波利花园，博物馆从原燧发枪团总部迁至花园，战争纪念碑拆除后经修复立于博物馆旁。鲁琴斯的外孙雷德利勋爵9月27日（博物馆次日正式开放）在新址为纪念碑揭幕，伯里教长约翰·芬顿随后引领献礼仪式。
兰开夏燧发枪团战争纪念碑1992年9月2日入选II级登錄建築，2015年4月加里波利登陆百年纪念之际与第29师战争纪念碑、迪尔战争纪念碑一起升至II*级。2015年11月，英格兰历史建筑暨遗迹委员会把兰开夏燧发枪团战争纪念碑收入鲁琴斯战争纪念建筑“国家收藏”。未经授权拆除或修整登录建筑将受法律惩处，其中II*级属“具有特殊意义且特别重要的建筑”，约占总数的5.5%。